# .uz
.uz là tên miền quốc gia cấp cao nhất (ccTLD) của Uzbekistan. Dịch vụ đăng ký trước đây do Euracom GmBH điều hành, nhưng sau đó được ủy nhiệm lại cho UZINFOCOM. Việc đăng ký diễn ra trực tiếp ở cấp 2, nhưng nhà đăng ký trước cũng quảng cáo khả năng đăng ký ở cấp 3 dưới co.uz và com.uz, và vài tên miền dưới những tên cấp 2 khác như org.uz cũng tồn tại.